# Révolte des Nu-pieds
 (novembre 2020).

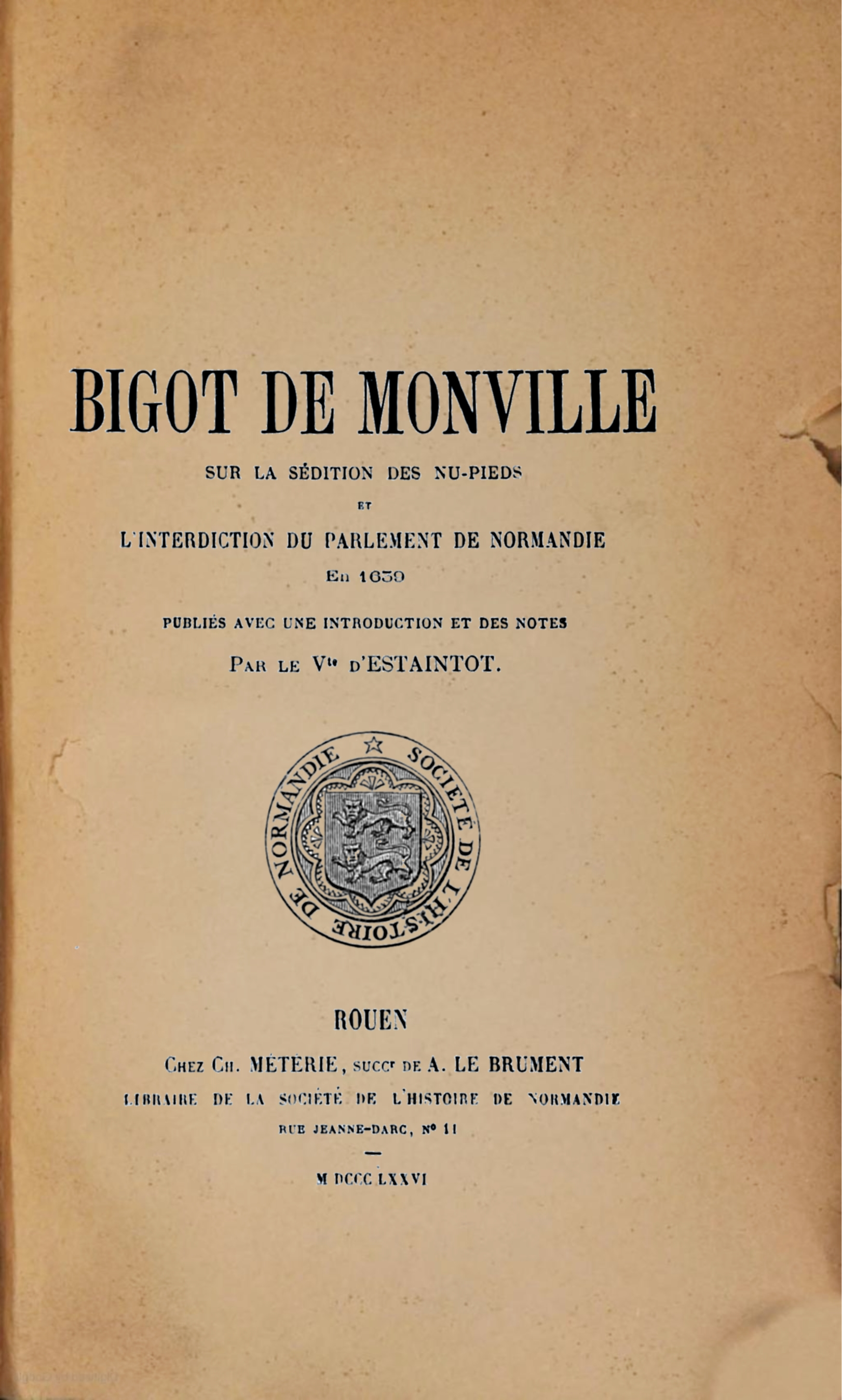
Mémoires sur la sédition des Nu-pieds et l’interdiction du Parlement de Normandie de Bigot de Monville.

La révolte des Nu-pieds  est un soulèvement populaire qui toucha la Normandie en 1639 à la suite de la décision de Louis XIII d’instaurer la gabelle dans le Cotentin à la place du privilège de quart-bouillon.

## Contexte
Le soulèvement des Nu-Pieds est l’aboutissement d’une succession de troubles ou « émotions » qui agitent la Normandie depuis plus d’une décennie. Depuis longtemps le budget royal est en déficit (de 58 millions de livres en 1639 pour un total de dépenses de 172 millions). La royauté a recours, pour se financer, à des expédients fiscaux. La Normandie, une des plus riches provinces du royaume, est mise à forte contribution. À chaque fois la pression fiscale provoque des troubles, comme à Rouen en 1623, pour protester contre l’obligation d’acheter au fisc les charges de brouettiers, de chiffonniers… ou en 1628 et 1634 pour protester contre une taxe sur le marquage du cuir.
À partir de 1635, l’intervention militaire française dans la guerre de Trente Ans accroît la pression fiscale, alors que les épidémies de peste ont limité les récoltes et les échanges commerciaux, et donc les rentrées d’argent nécessaires au paiement des impôts. En 1636, la création de la nouvelle généralité d'Alençon permet de vendre 57 offices, la création de la Cour des Aides de Caen 93 offices, la création de la nouvelle Élection de Saint-Lô 41 offices. Les caisses royales se renflouent mais les officiers anciens et nouveaux enregistrent une baisse des revenus de leurs offices. En décembre 1636, les villes sont soumises à l’emprunt forcé : Rouen doit vendre une partie de son patrimoine immobilier. En janvier 1639, la création d’un emprunt forcé sur les habitants aisés les oblige à fournir la liste de leur patrimoine.
En janvier 1639, le gouvernement décide de supprimer le privilège de quart-bouillon dont bénéficiait le Cotentin. On faisait bouillir du sable salé : un quart de la production revenait au roi (qui le revendait avec taxe), les trois quarts restants étaient commercialisés par les producteurs (sans taxe). Désormais toute la production est soumise à la gabelle et vendue exclusivement dans les greniers à sel royaux pour en faciliter le contrôle, ce qui triple le prix du sel.

## Déroulement
Le 16 juillet 1639, Charles Le Poupinel quitte Coutances pour Avranches afin d'y rencontrer un juge pour lui soumettre une commission du Parlement de Normandie concernant une affaire impliquant un membre de sa famille. Il est accusé à tort par un certain sieur de Ponthébert de venir annoncer l'interdiction de la vente de sel blanc, la destruction des salines et la mise en place de la gabelle. Il est lynché et assassiné par la population d’Avranches. Les troubles se répandent rapidement dans l’ensemble de la région, jusqu’à Caen, Rouen et Bayeux. 
La jacquerie regroupe presque toutes les catégories sociales : les paysans (manouvriers, sauniers…), des laboureurs, des clercs, des gentilshommes, souvent appauvris, qui se chargent de l’exercice militaire, mais aussi des petits robins qui sont jaloux des officiers de gabelle qui ont réussi.
Suivant leurs prédécesseurs dans la région, les gautiers qui soutenaient la Ligue catholique, leur révolte est très religieuse. Ils se placent sous le patronage de saint Jean-Baptiste. Très influents dans la révolte normande, les prêtres encadrent les révoltés. 
L’idée se répand qu’en vertu du vieux droit de la Charte aux Normands de 1315, ce sont les Normands qui doivent fixer l’impôt. Il y a une forte cohésion régionale. Les plus cultivés des insurgés écrivent des manifestes où est loué le temps des ducs où la Normandie était indépendante mais aussi le temps des bons rois (Louis XII et Henri IV) où le centralisme, ainsi que les impôts, étaient faibles.
Sur ordre de Richelieu qui veut faire un exemple, cette sédition est férocement réprimée par le colonel Jean de Gassion placé sous les ordres du chancelier Pierre Séguier. Barnabé du Laurens de La Barre, sieur écuyer, président en l’Élection de Mortain, prend activement part à la répression de ce soulèvement. La révolte est finalement écrasée le 30 novembre 1639 sous les remparts d'Avranches où l'on dénombra 300 morts ; les responsables sont jugés et les villes normandes perdent leurs privilèges. Le châtiment s’abat sur Rouen où le chancelier Séguier s’établit à l’abbaye royale de Saint-Ouen, en 1640, loge ses soldats chez l’habitant, remplace la municipalité par une commission et interdit le Parlement. Quand il marche sur Caen, toute la Normandie est terrorisée. Barnabé du Laurens de la Barre sera anobli en septembre 1654 par lettres patentes signées du roi  Louis XIV.

Le curé de Saint-Manvieu-Bocage a noté dans les registres de sa paroisse quelques notes sur les événements de 1639 :

« Le année trente neuf il vint un gentil ho(mm)e de la part du roy qui se apeleet Mons(ieu)r Gation, avec six ou sept centz ho(mm)es, lesquelz vinrent a Avranches batre les ceux de Avranche et de le esleccion de Avanche qui se apeloient les Jeannunpieds, lesquelz se estoient révoltés de quoy il y en un grande qua(n)tité de tués par le moyen du marquis de Quanizi, lequel par le moyen de deux coups couleuvrine qu'il dira dedans Avanche dans la brière là où le choq fut donné, et sy tous les nunpieds y en feut esté, Gasion y fut demeuré avec toute sa suite car il y en avoient plus de q(u)inze centz par le chemin de des abais là où il croient tuer leur gens nus ilz alèrent par le chemin du bois la Haize tant que il n'y eut que cinq centz qui demeurent à la porte de Avranche à faire le garde qui donnèrent le choq en recommençant en revoletement fut que ilz tuèrent le viconte de Coustance et sa suite qui y estoient pour bouter inpo desus le sel. »

Le curé de Saint-Michel-de-Montjoie a noté dans son registre paroissial :

« Ce 28 novembre 1639 vigille sainct Andre monsieur Guacion passa par ce paiis et alloit combatre les nus pieds a Avrenches et les assiega le jour saint Andre et emporta la victoire. Ce mesme jour fut tue le marquis de Courtaumer par Pies nus et plusieurs braves hommes et estoit pour la rebellion que à avoit faites au roy. Ce huitieme jour de mars 1640 Charle Le Roy sieur de la Potherye consellier du roy condanna la pluspart des bourgois d'Avrenches a ester faicts mourir d'autant que il avoient leve des armes contre le roy et faict aussy plusieurs maux.
Ce dit an il passa par Sainct Pois trente galeriens qui avoit estes prins par Gacion et tous bourgois d'Avrenches. »

On trouve également un fait survenu le 4 décembre 1639 lié aux troupes du colonel Gassion dans les registres paroissiaux d'Estry :

« Le quattre iesme de decembre en trente neuf fut tué Nicollas Eudine par les soldats de Gacion et fut innume le sixiesme au cimetiere d'Estry. »

## Étymologie
Le terme « va-nu-pieds » apparaît en 1639 dans l’ouvrage d’Antoine Fauvelet du Toc, Histoire des secrétaires d’État, sous la graphie « Va nuds pieds » puis en 1646, dans les colonnes du Mercure françois, sous l’appellation « Jean va Nuds-pieds ». L’expression est à l’origine du substantif « va-nu-pieds », de forme invariable.